# Library of Congress Police
Library of Congress Police var en amerikansk federal polismyndighet med syfte att stävja allmän ordning och förebygga brott begångna i USA:s kongressbiblioteks byggnader James Madison Memorial Building, John Adams Building och Thomas Jefferson Building.
De bildades 1950 som en vaktstyrka för kongressbiblioteket och var obeväpnade fram till 1987 när USA:s kongress beslutade att poliserna skulle bära vapen. 2003 drev kongressen igenom att Library of Congress Police skulle gå ihop med United States Capitol Police och allt var genomfört den 30 september 2009.